# حسين بن إبراهيم التنكابني
حسين بن إبراهيم الجيلاني التُنْكابُنِي (؟ - 1104 هـ/ 1692 م) فيلسوف وصوفي إيراني في القرن 17 م/11 هـ. هو فيلسوف إشراقي من تلاميذ ملا صدرا الشيرازي. كان ترجماناً أميناً لفكر ملا صدرا. له عدة رسائل في مجيء العالم ووحدة الوجود المتعالية، وحواش على الشفاء لابن سينا، وعلى تجريد العقائد للطوسي بالعربية، وگولشن راز بالفارسية. ولد في تنكابن في سنة غير محدد وتوفي سنة 1104 هـ/ 1692 م بين مكة والمدينة في أثناء حجة له.

## آثاره
- حاشية على حاشية الخضرية
- شرح التجريد
- رسالة في إثبات حدوث العالم
- رسالة في تحقيق وحدة الوجود وتجلياته وتنزلاته
- تعليقات على كتاب الشفا لابن سينا.